# منتخب سان بيير وميكلون لكرة القدم
منتخب سان بيير وميكلون لكرة القدم (بالفرنسية: Équipe de Saint-Pierre-et-Miquelon de football)‏ هو ممثل سان بيير وميكلون الرسمي في المنافسات الدولية في كرة القدم في فئة كرة القدم للرجال . تأسس في 1976.